# Гроддек, Готфрид Эрнст

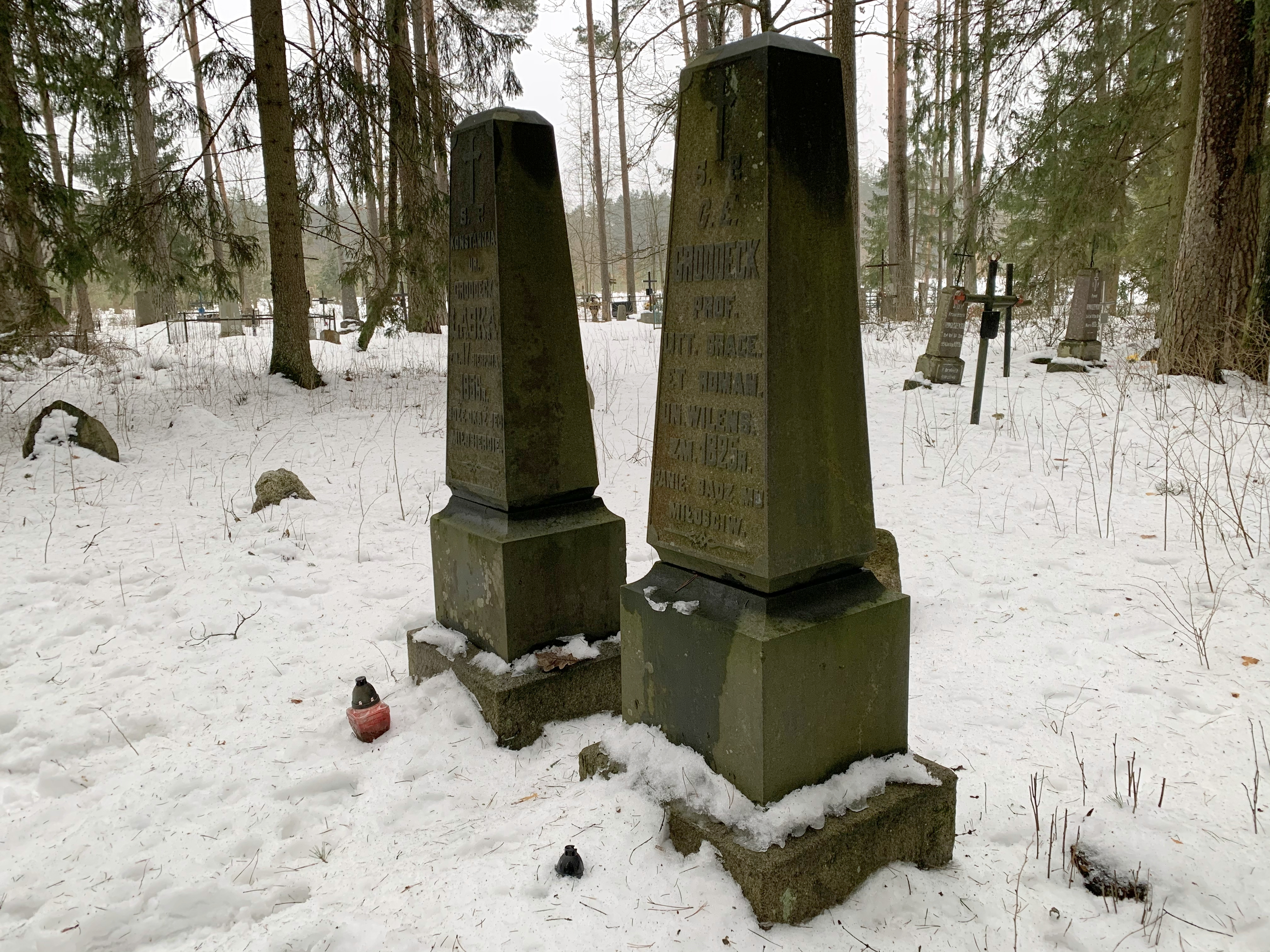
Могила Готфрида Эрнста Гроддека в д. Киевец Воложинского района (Беларусь).

Го́тфрид Эрнст Гро́ддек (Годфрид Эрнест Гроддек, нем. Gottfried Ernst Groddeck, пол. Godfryd Ernest Groddeck, лит. Gotfrydas Ernestas Grodekas, 1762—1825, по другим сведениям 1826) — немецкий филолог-классик на службе Российской империи, специалист по древним языкам, профессор Виленского университета. 

## Биография
Родом из Гданьска. Учился в Гёттингенском университете (окончил в 1786 году). Был воспитателем, затем библиотекарем князя Чарторыйского и востоковеда и писателя О. И. Сенковского. Имел большой горб, что отразилось в воспоминаниях о нём современников.
Заняв в 1804 году кафедру классической филологии Виленского университета, преподавал древнегреческий и латинский языки и античную литературу. Особо известен тем, что отверг магистерскую диссертацию Адама Мицкевича, — как полагают, из-за неразборчивого почерка и орфографических ошибок.
Одновременно с 1804 года заведовал библиотекой университета. Благодаря ему библиотека стала более доступной. С 1815 года началась выдача книг на дом работникам университета, студентам, служащим Виленского учебного округа, учителям гимназии. Библиотека была перенесена в Малый зал, где было оборудовано 90 читательских мест. По инициативе Гроддека начато составление каталогов на карточках — сначала алфавитного, затем систематического.
С 30 апреля 1804 по 30 апреля 1805 года был редактором газеты «Gazeta Litewska». Активно участвовал в деятельности виленских масонских лож.
Незадолго до смерти приехал в деревню Киевец (недалеко от Ракова) во владение Констанции Ласки. Во время этой поездки он заразился пневмонией и умер через несколько дней 11 апреля 1825 года. Похоронен на кладбище в Киевце (Беларусь).

## Труды
Автор множества работ по классической археологии, литературе и истории на латинском, немецком и польском языках. Статьи и рецензии публиковал в различных периодических изданиях („Jenaische Allgemeine Literaturzeitung“, „Dziennik Wileński“, „Gazeta Literacka Wileńska“, „Tygodnik Wileński“, „Praeletiones in Universitate Literarum Caesoren Vilnensis“). Писал по вопросам мифологии, языка, литературы, историографии, нумизматики, педагогики. Издавал со своими комментариями сочинения древнегреческих и римских авторов.
Важнейшие труды:
- „Über die Vergleichung der alten besonders greichischen mit der deutschen und neueren schönen Literatur“ (1788)
- „Historiae Graecorum litterariae elemeta in usum lectionum coscrpsit“ (1811; второе издание под названием „Initia historiae graecorum litterariae“ в двух томах, 1821—1823).